# كارلوس فيريزا
كارلوس فيريزا (مواليد ريو دي جانيرو في 4 مارس 1939)، هو ممثل برازيلي.

## من أعماله
- معا إلى الأبد (مسلسل)

## روابط خارجية
- كارلوس فيريزا على موقع IMDb (الإنجليزية)
- كارلوس فيريزا على موقع قاعدة بيانات الفيلم (الإنجليزية)